# Leaders Cup de basket-ball
La Leaders Cup LNB est une compétition annuelle de basket-ball révélée le 31 mai 2012 et organisée par la Ligue nationale de basket-ball (LNB) à partir de 2013. Le tournoi s'est tenu à la Disney Events Arena de 2013 à 2020 dans le cadre de son partenariat avec Disneyland Paris, normalement en vigueur jusqu'à l'édition 2022 mais dont les 2 dernières ont été annulées en raison de la crise sanitaire de la pandémie de Covid-19 en France. Bâtie sur le modèle de la Coupe du Roi de basket-ball espagnole et du Tournoi de la Fédération chez les dames, la compétition regroupe les huit premières équipes de Pro A à l’issue des matchs « aller » de la saison régulière. Cette compétition qui remplace la Semaine des As comprend une formule similaire pour les clubs de Pro B : la Leaders Cup de basket-ball Pro B.

## Format
La formule de la Leaders Cup se compose de quarts de finale, de demi-finales et d'une finale se déroulant en une seule rencontre avec prolongations si nécessaire pour départager les équipes. La compétition se déroule sur trois jours sur le même site. 
Le vainqueur de la compétition est officiellement champion de la Leaders Cup et remporte la somme de 100 000 euros.

### Tableau d'honneur
Ce tableau prend en compte le Tournoi des As disputé entre 1988 et 1993.
| Création du Tournoi des As                                 |                                                                |  |
| 1988                                                       | Limoges CSP                                                    |  |
| 1989                                                       | Mulhouse BC                                                    |  |
| 1990                                                       | Limoges CSP                                                    |  |
| 1991                                                       | EB Pau-Orthez                                                  |  |
| 1992                                                       | EB Pau-Orthez                                                  |  |
| 1993                                                       | EB Pau-Orthez                                                  |  |
| Le Tournoi des As réapparait sous le nom de Semaine des AS |                                                                |  |
| 2003                                                       | EB Pau-Orthez                                                  |  |
| 2004                                                       | JDA Dijon                                                      |  |
| 2005                                                       | SLUC Nancy                                                     |  |
| 2006                                                       | Le Mans SB                                                     |  |
| 2007                                                       | Chorale de Roanne                                              |  |
| 2008                                                       | Cholet Basket                                                  |  |
| 2009                                                       | Le Mans SB                                                     |  |
| 2010                                                       | Lyon-Villeurbanne                                              |  |
| 2011                                                       | BCM Gravelines-Dunkerque                                       |  |
| 2012                                                       | Chalon-sur-Saône                                               |  |
| La Semaine des As est rebaptisée Leaders Cup               |                                                                |  |
| 2013                                                       | BCM Gravelines-Dunkerque                                       |  |
| 2014                                                       | Le Mans SB                                                     |  |
| 2015                                                       | Strasbourg IG                                                  |  |
| 2016                                                       | AS Monaco                                                      |  |
| 2017                                                       | AS Monaco                                                      |  |
| 2018                                                       | AS Monaco                                                      |  |
| 2019                                                       | Strasbourg IG                                                  |  |
| 2020                                                       | JDA Dijon                                                      |  |
| 2021                                                       | Édition annulée en raison de la pandémie de Covid-19 en France |  |
| 2022                                                       | Édition annulée en raison de problèmes économiques             |  |
| 2023                                                       | Lyon-Villeurbanne                                              |  |
| 2024                                                       | Paris Basketball                                               |  |
| 2025                                                       | Le Mans SB                                                     |  |

## Histoire
La Leaders Cup est une compétition annuelle de basket-ball disputée sur trois jours par les huit premières équipes de Pro A à l’issue des matchs « aller » de la saison régulière.
Elle succède à de précédentes compétitions du basket-ball français :
- le Tournoi des As, fondé en 1988 et qui a connu six éditions. La formule de cette compétition était différente : elle réunissait les quatre meilleures équipes à l'issue de la saison régulière de Pro A. Les demi-finales opposaient, le premier jour, le premier de la saison régulière contre le quatrième, et le deuxième contre le troisième. Le lendemain, les vaincus de la veille s'affrontaient pour la troisième place, et les vainqueurs s'affrontaient en finale.
- la Semaine des As, fondée en 2003 et qui a connu dix éditions. La formule de cette compétition était très similaire puisqu'elle réunissait les huit meilleures équipes à l'issue de la phase aller de saison régulière de Pro A à part qu'elle se déroulait sur quatre jours et chaque année sur un site différent dans une ville du championnat de France de Pro A.

### Tournoi des As
Le Tournoi des As est une compétition de basket-ball qui se déroulait en France entre 1988 et 1993.
Limoges est le premier vainqueur de la compétition et l'emporte à nouveau en 1990. Cholet est arrivé 4 fois en finale sans jamais l'emporter. Le FC Mulhouse Basket gagne l'édition de 1989. Enfin Pau-Orthez s'est imposé trois fois d'affilée (en 1991,1992 et 1993) sur les 6 éditions. 

#### Palmarès de l'ancien tournoi
| Saison | Vainqueur     | Finaliste     | Score   |
| ------ | ------------- | ------------- | ------- |
| 1993   | EB Pau-Orthez | Cholet Basket | 71 - 58 |
| 1992   | EB Pau-Orthez | CSP Limoges   | 83 - 75 |
| 1991   | EB Pau-Orthez | CSP Limoges   | 68 - 65 |
| 1990   | CSP Limoges   | Cholet Basket | 87 - 84 |
| 1989   | Mulhouse BC   | Cholet Basket | 82 - 80 |
| 1988   | CSP Limoges   | Cholet Basket | 88 - 85 |

### Semaine des As

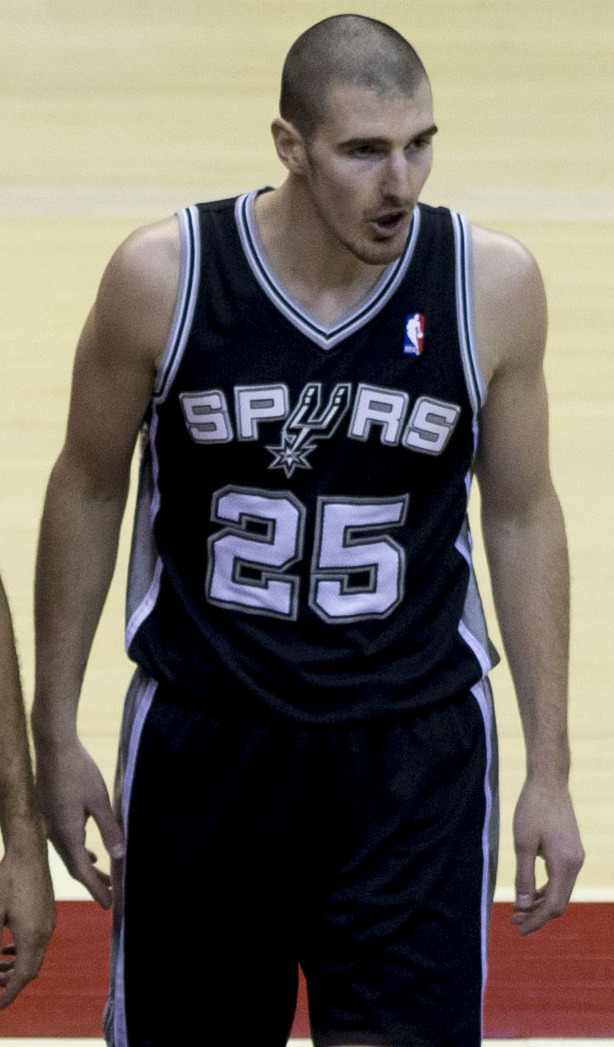
Nando de Colo, vainqueur en 2008 avec le CB.

De par son nom, la Semaine des As fait référence au Tournoi des As. 
Pau a organisé la première édition de cette compétition, qui a traditionnellement lieu en février. Elle se joue alors sur 4 jours entre les huit meilleures équipes à l'issue de la phase aller de la saison régulière de Pro A, dans un format de quatre quarts de finale à élimination directe. Pour la première édition Pau-Orthez remporte cette compétition disputée dans sa salle du palais des sports. Lors de la deuxième édition qui se déroule au Palais des Sports de Mulhouse en 2004 tous les matchs sont très disputés, le tenant du titre, Pau-Orthez, est éliminé dès le premier tour face à Nancy. 

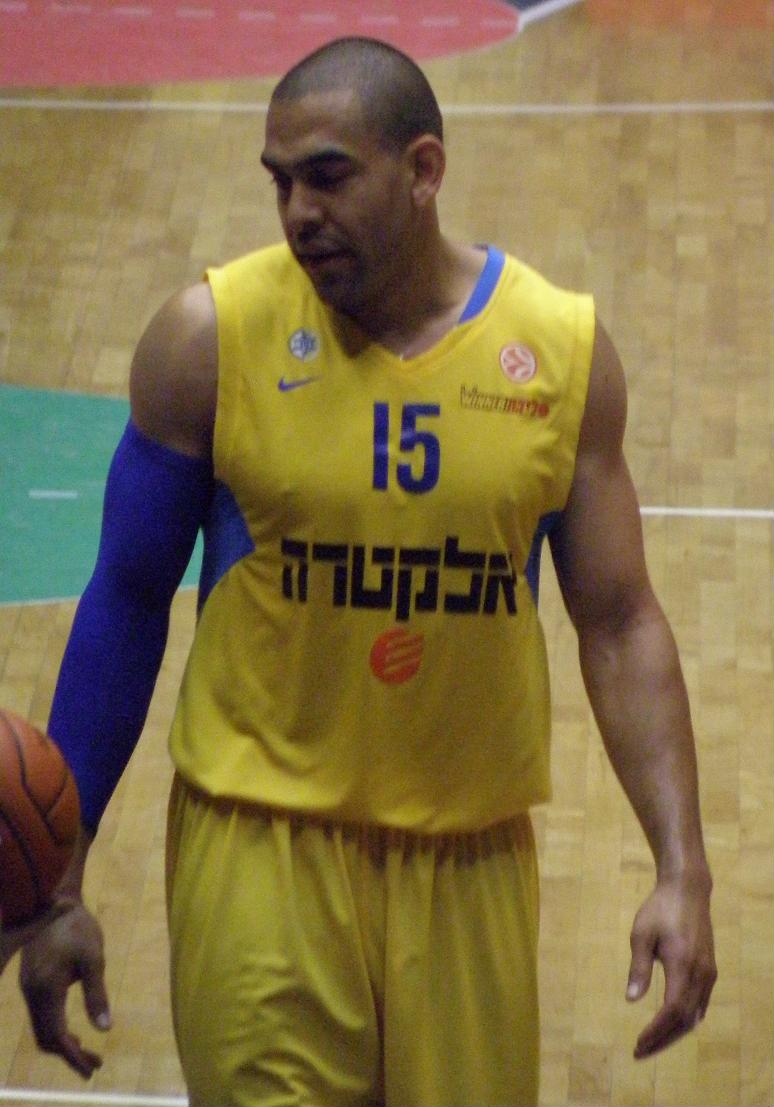
David Blu, vainqueur en 2009 avec le MSB.

Pour sa première participation à cette compétition Dijon remporte la finale face au Mans de deux points (62-60). La 3e édition qui s'est déroulée à Clermont-Ferrand en 2005 Nancy remporte le trophée pour la première fois de son histoire en battant largement Gravelines 112-76, ce qui est encore aujourd'hui la plus large victoire durant une finale du tournoi. Le Mans dispute sa deuxième finale dans la Semaine des As après 2004 et remporte la compétition pour la première fois de son histoire. Pour la première fois dans l'histoire de la compétition un trophée de MVP est décerné. En 2007, Roanne remporte la Semaine des As pour sa première participation dans cette compétition face au tenant du titre Le Mans, réalisant un doublé champion de France et Semaine des As lors de cette saison 2006-2007. Cette édition nancéienne marque un record d'affluence avec 21 671 spectateurs durant ces 4 jours. La 6e édition s'est déroulée pour la première fois dans le sud-est de la France à Toulon et a été diffusée intégralement pour la première fois depuis sa création en 2003 par la chaîne Sport+. En 2009, Le Mans dispute sa quatrième finale dans le tournoi et remporte le trophée pour la deuxième fois de son histoire après 2006 en battant Orléans, le leader de la saison régulière à l'issue des matchs aller, à la Salle des Docks Océane du Havre. En 2010, la compétition devait initialement se dérouler au Palais des sports de Besançon mais le club hôte, le Besançon Basket Comté Doubs, est rétrogradé en Pro B, la ville de Villeurbanne se porte alors volontaire pour organiser l'événement. 

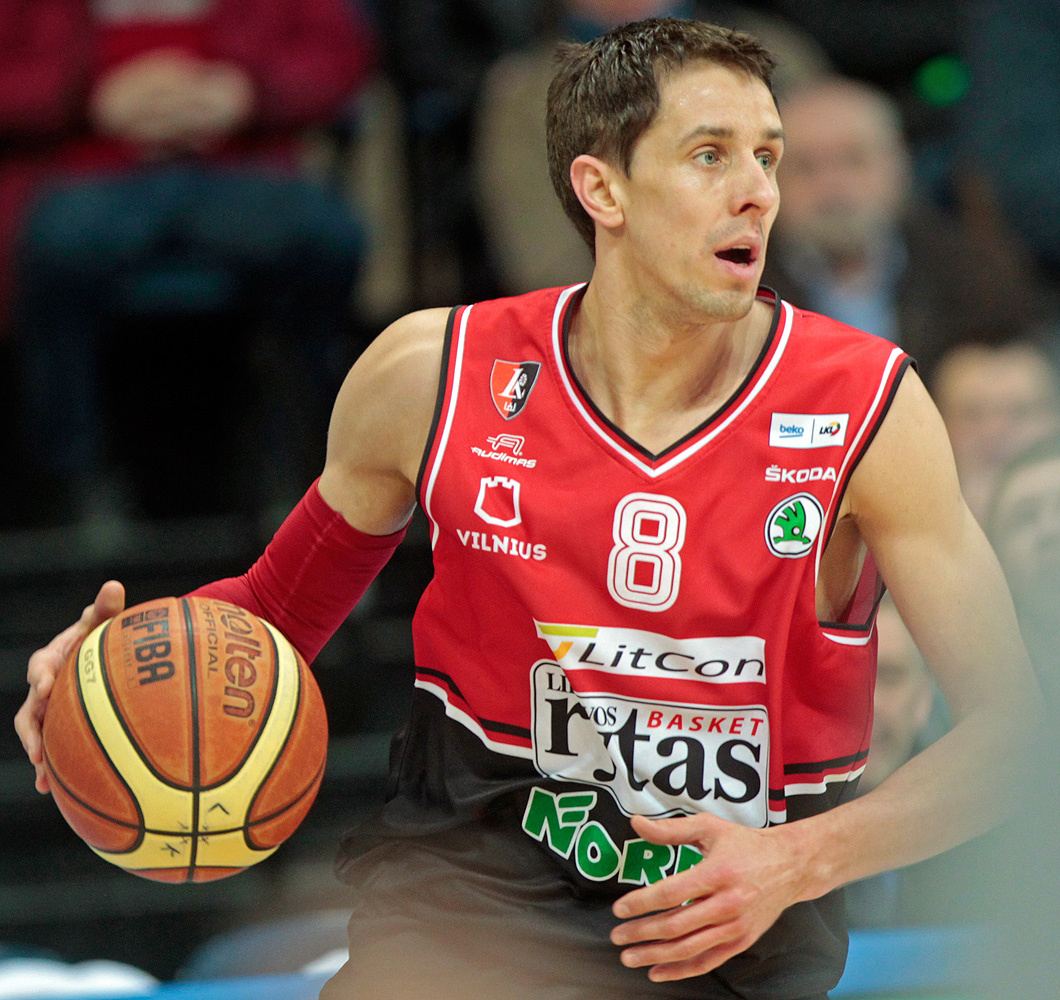
Mindaugas Lukauskis, Vainqueur en 2010 avec l'ASVEL

Lors d'une finale de grande qualité, l'ASVEL, s'impose dans sa salle dans les derniers instants de la rencontre par la plus petite des marges (70 à 69), face à Orléans pourtant favori et qui perd pour la deuxième année consécutive en finale. L'édition 2011 est synonyme de retour aux sources, 8 ans après les débuts de la compétition, où la ville de Pau réorganise pour la deuxième fois de son histoire cet événement majeur. Malheureusement, la compétition enregistre aussi le plus faible nombre de spectateurs depuis la création de la compétition soit environ moins de 12 000 personnes. Cependant, la finale voit s'imposer pour la première fois l'équipe en forme du moment, Gravelines-Dunkerque, contre Chalon (79-71), six ans après sa large défaite en finale face à Nancy.

### Leaders Cup
Le 31 mai 2012, la Ligue Nationale de Basket et Disneyland Paris annoncent la création de la Disneyland Paris Leaders Cup LNB, ou Leaders Cup dans sa forme raccourcie, à partir de 2013 et pour les cinq années à venir. Cette compétition remplace la Semaine des As. La 1re édition de la compétition a lieu du 15 au 17 février 2013. Le BCM Gravelines-Dunkerque prend sa revanche sur la finale perdue l'année précédente en l'emportant cette fois-ci face à Strasbourg IG, gagnant ainsi pour la seconde fois le trophée. Le club rejoint Le Mans SB, l'unique autre club à avoir ainsi remporté deux fois la compétition. En 2014, Le Mans SB devient le premier club à avoir remporté trois fois la compétition en battant en finale la JSF Nanterre qui participait pour la première fois. En 2015, Strasbourg IG l'emporte face à Le Mans SB à la suite d'un match disputé où les Manceaux auraient pu réaliser un hold-up. En 2016, L'AS Monaco Basket, tout juste promu en Pro A, l'emporte largement en finale face à l'Elan Chalon sur le score de 99 à 74.

## Palmarès et statistiques
Palmarès et statistiques de la Semaine des As et de la Leaders Cup.

### Palmarès par édition
| Édition | Vainqueur                                                      | Finaliste                                                      | Score                                                          | Lieu                                                           | Notes                                                          |
| ------- | -------------------------------------------------------------- | -------------------------------------------------------------- | -------------------------------------------------------------- | -------------------------------------------------------------- | -------------------------------------------------------------- |
| 2003    | EB Pau-Orthez (1)                                              | STB Le Havre                                                   | 101 – 80                                                       | Palais des sports de Pau, Pau                                  | 1re édition de la Semaine des As                               |
| 2004    | JDA Dijon (1)                                                  | Le Mans SB                                                     | 62 – 60                                                        | Palais des sports de Mulhouse, Mulhouse                        |                                                                |
| 2005    | SLUC Nancy (1)                                                 | BCM Gravelines-Dunkerque                                       | 112 – 76                                                       | Maison des Sports de Clermont-Ferrand, Clermont-Ferrand        |                                                                |
| 2006    | Le Mans SB (1)                                                 | JL Bourg-en-Bresse                                             | 78 – 60                                                        | Palais des sports de Dijon, Dijon                              |                                                                |
| 2007    | Chorale de Roanne (1)                                          | Le Mans SB                                                     | 87 – 82                                                        | Palais des sports Jean-Weille, Nancy                           |                                                                |
| 2008    | Cholet Basket (1)                                              | JA Vichy                                                       | 67 – 40                                                        | Palais des sports Jauréguiberry, Toulon                        |                                                                |
| 2009    | Le Mans SB (2)                                                 | Orléans Loiret Basket                                          | 74 – 64                                                        | Salle des Docks Océane, Le Havre                               |                                                                |
| 2010    | ASVEL Lyon-Villeurbanne (1)                                    | Orléans Loiret Basket                                          | 70 – 69                                                        | Astroballe, Villeurbanne                                       |                                                                |
| 2011    | BCM Gravelines-Dunkerque (1)                                   | Élan sportif chalonnais                                        | 79 – 71                                                        | Palais des sports de Pau, Pau                                  |                                                                |
| 2012    | Élan sportif chalonnais (1)                                    | BCM Gravelines-Dunkerque                                       | 73 – 66                                                        | Halle André-Vacheresse, Roanne                                 | 10e édition de la Semaine des As                               |
| 2013    | BCM Gravelines-Dunkerque (2)                                   | Strasbourg IG                                                  | 77 – 69                                                        | Disney Events Arena, Chessy                                    | 1re édition de la Leaders Cup                                  |
| 2014    | Le Mans SB (3)                                                 | JSF Nanterre                                                   | 64 – 59                                                        | Disney Events Arena, Chessy                                    |                                                                |
| 2015    | Strasbourg IG (1)                                              | Le Mans SB                                                     | 60 – 58                                                        | Disney Events Arena, Chessy                                    |                                                                |
| 2016    | AS Monaco (1)                                                  | Élan sportif chalonnais                                        | 99 – 74                                                        | Disney Events Arena, Chessy                                    |                                                                |
| 2017    | AS Monaco (2)                                                  | ASVEL Lyon-Villeurbanne                                        | 95 – 91                                                        | Disney Events Arena, Chessy                                    |                                                                |
| 2018    | AS Monaco (3)                                                  | Le Mans SB                                                     | 83 – 78                                                        | Disney Events Arena, Chessy                                    |                                                                |
| 2019    | Strasbourg IG (2)                                              | JL Bourg-en-Bresse                                             | 98 – 97                                                        | Disney Events Arena, Chessy                                    |                                                                |
| 2020    | JDA Dijon (2)                                                  | ASVEL Lyon-Villeurbanne                                        | 77 – 69                                                        | Disney Events Arena, Chessy                                    |                                                                |
| 2021    | Édition annulée en raison de la pandémie de Covid-19 en France | Édition annulée en raison de la pandémie de Covid-19 en France | Édition annulée en raison de la pandémie de Covid-19 en France | Édition annulée en raison de la pandémie de Covid-19 en France | Édition annulée en raison de la pandémie de Covid-19 en France |
| 2022    | Édition annulée                                                | Édition annulée                                                | Édition annulée                                                | Édition annulée                                                | Édition annulée                                                |
| 2023    | ASVEL Lyon-Villeurbanne (2)                                    | JL Bourg-en-Bresse                                             | 83 – 74                                                        | Arena Saint-Étienne Métropole, Saint-Chamond                   |                                                                |
| 2024    | Paris Basketball (1)                                           | Nanterre 92                                                    | 90 – 85                                                        | Arena Saint-Étienne Métropole, Saint-Chamond                   |                                                                |
| 2025    | Le Mans SB (4)                                                 | AS Monaco                                                      | 104 - 96                                                       | Palais des sports Caen, Caen                                   |                                                                |

### Palmarès par club
Le palmarès suivant prend en compte uniquement la Semaine des As et la Leaders Cup.
| Rang | Club                 | Victoires (éditions)       | Finales perdues            |
| ---- | -------------------- | -------------------------- | -------------------------- |
| 1    | Le Mans              | 4 (2006, 2009, 2014, 2025) | 4 (2004, 2007, 2015, 2018) |
| 2    | Monaco               | 3 (2016, 2017, 2018)       | 1 (2025)                   |
| 3    | Gravelines-Dunkerque | 2 (2011, 2013)             | 2 (2005, 2012)             |
| 3    | ASVEL                | 2 (2010, 2023)             | 2 (2017, 2020)             |
| 5    | Strasbourg IG        | 2 (2015, 2019)             | 1 (2013)                   |
| 6    | Dijon                | 2 (2004, 2020)             | 0                          |
| 7    | Chalon-sur-Saône     | 1 (2012)                   | 2 (2011, 2016)             |
| 8    | Pau-Orthez           | 1 (2003)                   | 0                          |
| 8    | Cholet               | 1 (2008)                   | 0                          |
| 8    | Roanne               | 1 (2007)                   | 0                          |
| 8    | Nancy                | 1 (2005)                   | 0                          |
| 8    | Paris                | 1 (2024)                   | 0                          |
| 13   | Bourg-en-Bresse      | 0                          | 3 (2006, 2019, 2023)       |
| 14   | Orléans              | 0                          | 2 (2009, 2010)             |
| 14   | Nanterre             | 0                          | 2 (2014, 2024)             |
| 15   | Le Havre             | 0                          | 1 (2003)                   |
| 15   | Vichy                | 0                          | 1 (2008)                   |

## MVP Semaine des As - Leaders Cup
Depuis l'édition 2006, le trophée de MVP de la compétition est attribué au joueur ayant réalisé les meilleures performances au cours du tournoi.
| Année | Joueurs                                                        | Club                                                           |
| 2006  | Eric Campbell                                                  | Le Mans SB                                                     |
| 2007  | Marc Salyers                                                   | Chorale Roanne Basket                                          |
| 2008  | Nando de Colo (1)                                              | Cholet Basket                                                  |
| 2009  | David Bluthenthal                                              | Le Mans SB                                                     |
| 2010  | Mindaugas Lukauskis                                            | ASVEL Lyon-Villeurbanne                                        |
| 2011  | Yannick Bokolo                                                 | BCM Gravelines Dunkerque                                       |
| 2012  | Blake Schilb                                                   | ES Chalon-sur-Saône                                            |
| 2013  | Ludovic Vaty                                                   | BCM Gravelines-Dunkerque                                       |
| 2014  | João Paulo Batista                                             | Le Mans SB                                                     |
| 2015  | Antoine Diot                                                   | Strasbourg IG                                                  |
| 2016  | Jamal Shuler                                                   | AS Monaco                                                      |
| 2017  | Sergii Gladyr                                                  | AS Monaco                                                      |
| 2018  | D.J. Cooper                                                    | AS Monaco                                                      |
| 2019  | Jarell Eddie                                                   | Strasbourg IG                                                  |
| 2020  | Rasheed Sulaimon                                               | JDA Dijon                                                      |
| 2021  | Édition annulée en raison de la pandémie de Covid-19 en France | Édition annulée en raison de la pandémie de Covid-19 en France |
| 2022  | Édition annulée                                                | Édition annulée                                                |
| 2023  | Nando de Colo (2)                                              | ASVEL Lyon-Villeurbanne                                        |
| 2024  | T. J. Shorts                                                   | Paris Basketball                                               |
| 2025  | Trevor Hudgins                                                 | Le Mans SB                                                     |

## Détail des participations
| Équipe                                       | 2003              | 2004              | 2005              | 2006              | 2007              | 2008              | 2009              | 2010              | 2011              | 2012              | 2013              | 2014              | 2015              | 2016              | 2017              | 2018              | 2019              | 2020              | 2023              | 2024              | 2025              | Total participations |
| Asvel                                        | 1/4               | 1/4               | 1/4               | 1/2               | 1/2               | 1/2               | 1/2               | Médaille d'or     | 1/2               | -                 | 1/4               | -                 | -                 | 1/2               | Médaille d'argent | 1/2               | 1/4               | Médaille d'argent | Médaille d'or     | 1/4               | 1/2               | 18                   |
| Bourg-en-Bresse                              | -                 | -                 | -                 | Médaille d'argent | -                 | -                 | -                 | -                 | -                 | -                 | -                 | -                 | -                 | -                 | -                 | 1/4               | Médaille d'argent | 1/4               | Médaille d'argent | 1/2               | 1/4               | 7                    |
| Chalon-sur-Saône                             | -                 | 1/2               | 1/2               | -                 | 1/4               | -                 | -                 | -                 | Médaille d'argent | Médaille d'or     | 1/4               | -                 | -                 | Médaille d'argent | 1/4               | -                 | -                 | -                 | -                 | -                 | -                 | 8                    |
| Cholet                                       | 1/2               | -                 | -                 | -                 | -                 | Médaille d'or     | -                 | 1/4               | 1/4               | 1/4               | -                 | -                 | -                 | -                 | -                 | 1/4               | -                 | 1/4               | 1/4               | -                 | 1/4               | 9                    |
| Clermont                                     | -                 | -                 | 1/4               | -                 | -                 | -                 | -                 | -                 | -                 | -                 | -                 | -                 | -                 | -                 | -                 | -                 | -                 | -                 | -                 | -                 | -                 | 1                    |
| Dijon                                        | -                 | Médaille d'or     | -                 | 1/4               | 1/4               | -                 | -                 | -                 | -                 | -                 | -                 | 1/4               | 1/2               | 1/4               | -                 | -                 | 1/4               | Médaille d'or     | 1/2               | -                 | -                 | 9                    |
| Gravelines-Dunkerque                         | 1/4               | 1/4               | Médaille d'argent | 1/4               | -                 | -                 | 1/4               | 1/4               | Médaille d'or     | Médaille d'argent | Médaille d'or     | -                 | -                 | 1/4               | 1/4               | -                 | -                 | -                 | -                 | -                 | -                 | 11                   |
| Hyères-Toulon                                | -                 | -                 | -                 | -                 | -                 | 1/2               | -                 | -                 | 1/4               | -                 | -                 | -                 | -                 | -                 | -                 | -                 | -                 | -                 | -                 | -                 | -                 | 2                    |
| Le Havre                                     | Médaille d'argent | 1/4               | -                 | -                 | -                 | 1/4               | 1/4               | -                 | -                 | -                 | -                 | -                 | 1/4               | -                 | -                 | -                 | -                 | -                 | -                 | -                 | -                 | 5                    |
| Le Mans                                      | 1/4               | Médaille d'argent | 1/4               | Médaille d'or     | Médaille d'argent | 1/4               | Médaille d'or     | 1/4               | -                 | 1/2               | 1/2               | Médaille d'or     | Médaille d'argent | 1/4               | -                 | Médaille d'argent | -                 | -                 | 1/2               | 1/4               | Médaille d'or     | 17                   |
| Limoges                                      | -                 | -                 | -                 | -                 | -                 | -                 | -                 | -                 | -                 | -                 | -                 | 1/4               | 1/4               | -                 | -                 | 1/4               | 1/2               | -                 | 1/4               | -                 | -                 | 5                    |
| Monaco                                       | -                 | -                 | -                 | -                 | -                 | -                 | -                 | -                 | -                 | -                 | -                 | -                 | -                 | Médaille d'or     | Médaille d'or     | Médaille d'or     | -                 | 1/2               | 1/4               | 1/2               | Médaille d'argent | 7                    |
| Nancy                                        | 1/2               | 1/2               | Médaille d'or     | 1/2               | 1/2               | 1/4               | 1/4               | 1/4               | 1/4               | 1/2               | -                 | 1/4               | 1/2               | -                 | -                 | -                 | -                 | -                 | -                 | 1/4               | -                 | 13                   |
| Nanterre                                     | -                 | -                 | -                 | -                 | -                 | -                 | -                 | -                 | -                 | -                 | -                 | Médaille d'argent | 1/4               | 1/4               | 1/2               | 1/2               | 1/4               | 1/4               | -                 | Médaille d'argent | -                 | 8                    |
| Orléans                                      | -                 | -                 | -                 | -                 | 1/4               | -                 | Médaille d'argent | Médaille d'argent | -                 | 1/4               | 1/4               | 1/4               | -                 | -                 | -                 | -                 | -                 | -                 | -                 | -                 | -                 | 6                    |
| Paris                                        | -                 | -                 | -                 | -                 | -                 | -                 | -                 | -                 | -                 | -                 | -                 | -                 | -                 | -                 | -                 | -                 | -                 | -                 | -                 | Médaille d'or     | 1/4               | 2                    |
| Paris-Levallois/Levallois/Boulogne-Levallois | 1/4               | -                 | 1/2               | -                 | -                 | -                 | -                 | -                 | -                 | 1/4               | 1/2               | 1/2               | 1/4               | -                 | 1/4               | -                 | 1/2               | 1/2               | 1/4               | -                 | -                 | 10                   |
| Pau-Lacq-Orthez                              | Médaille d'or     | 1/4               | -                 | 1/4               | -                 | -                 | -                 | -                 | 1/2               | -                 | -                 | -                 | -                 | -                 | 1/2               | -                 | 1/4               | -                 | -                 | -                 | -                 | 6                    |
| Roanne                                       | -                 | -                 | -                 | -                 | Médaille d'or     | 1/4               | 1/2               | 1/2               | 1/4               | 1/4               | 1/4               | -                 | -                 | -                 | -                 | -                 | -                 | -                 | -                 | -                 | -                 | 7                    |
| Saint-Quentin                                | -                 | -                 | -                 | -                 | -                 | -                 | -                 | -                 | -                 | -                 | -                 | -                 | -                 | -                 | -                 | -                 | -                 | -                 | -                 | 1/4               | 1/2               | 2                    |
| Strasbourg                                   | -                 | -                 | 1/4               | 1/4               | 1/4               | -                 | 1/4               | -                 | -                 | -                 | Médaille d'argent | 1/2               | Médaille d'or     | 1/2               | 1/4               | 1/4               | Médaille d'or     | 1/4               | -                 | -                 | 1/4               | 13                   |
| Vichy                                        | -                 | -                 | -                 | -                 | -                 | Médaille d'argent | -                 | 1/2               | -                 | -                 | -                 | -                 | -                 | -                 | -                 | -                 | -                 | -                 | -                 | -                 | -                 | 2                    |

## Affluences
| Saison | Lieu             | Journées | Affluence totale | Taux de remplissage (%) | Moyenne/journée |
| ------ | ---------------- | -------- | ---------------- | ----------------------- | --------------- |
| 2003   | Pau              | 4        | 17 150           | 55                      | 4 287           |
| 2004   | Mulhouse         | 4        | 14 234           | -                       | 3 558           |
| 2005   | Clermont-Ferrand | 4        | 16 412           | 90                      | 4 103           |
| 2006   | Dijon            | 4        | 16 453           | -                       | 4 113           |
| 2007   | Nancy            | 4        | 21 671           | 90                      | 5 417           |
| 2008   | Toulon           | 4        | 15 458           | 82                      | 3 864           |
| 2009   | Le Havre         | 4        | 12 521           | 62                      | 3 130           |
| 2010   | Villeurbanne     | 4        | 17 584           | 80                      | 4 396           |
| 2011   | Pau              | 4        | 11 700           | 38                      | 2 925           |
| 2012   | Roanne           | 4        | 20 007           | 99                      | 5 001           |
| 2013   | Chessy           | 3        | 12 530           | 93                      | 4 177           |
| 2014   | Chessy           | 3        |                  |                         |                 |

## Records
- L'équipe la plus couronnée : Le Mans SB (quatre titres en 2006, 2009, 2014 et 2025)
- L'équipe la plus capée : ASVEL (18 participations)
- L'équipe la moins capée : Clermont (1 participation)
- La plus large victoire : Chalon-sur-Saône / Nancy : 106 à 66 (+ 40) (2012)[11]
- Record d'affluence pendant la compétition : 21 671 personnes en 2007 (à Nancy) contre seulement 11 700 personnes en 2011 (à Pau)
- L'équipe ayant échoué le plus de fois en finale : Le Mans (4)
- L'équipe ayant échoué le plus de fois en finale d’affilée : Orléans (2009 et 2010)
- L'ASVEL détient le record du plus grand écart entre deux titres (13 ans)
- Monaco est la seule équipe à être parvenue à conserver son titre et à remporter la compétition trois fois d'affilée (victoire en 2016, 2017 et 2018).
- La finale de 2025 entre Le Mans et Monaco est la plus prolifique avec 200 points marqués.
- La finale de 2008 entre Cholet et Vichy est la moins prolifique avec 107 points marqués.

## Anecdotes
- La Chorale de Roanne est le seul club à avoir remporté les éditions Pro A et Pro B, en 2007 (Pro A), en 2017 (Pro B) et en 2019 (Pro B). La JL Bourg-en-Bresse est le seul autre club à avoir atteint les finales Pro A (finaliste en 2006 et 2019) et Pro B (vainqueur en 2016) de la Semaine des As/Leaders Cup.
- Hormis Pau-Orthez vainqueur de la première édition de la Semaine des As en 2003, seules trois équipes ont remporté le tournoi dès leur première participation : la JDA Dijon (2004), la Chorale de Roanne (2007) et l'AS Monaco (2016)

## Aspects socio-économiques

### Sources de revenus

#### Billetterie
| Type de Match    | Carré d'Or | Catégorie 1 | Catégorie 2 | Catégorie 3 |
| ---------------- | ---------- | ----------- | ----------- | ----------- |
| Quarts de finale | 30 €       | 25 €        | 20 €        | 10 €        |
| Demi-finales     | 40 €       | 35 €        | 30 €        | 15 €        |
| Finale           | 40 €       | 35 €        | 30 €        | 15 €        |

### Logos

Ancien logo de la Semaine des As 2003 à 2011
Ancien logo de la Semaine des As 2012
Logo actuel de la Leaders Cup depuis 2013

## Sources et références
1. ↑  « La « Disneyland Paris Leaders Cup LNB » est née ! », sur lnb.fr, 31 mai 2012.
2. ↑  « La Semaine des As remplacée », sur lequipe.fr, 31 mai 2012.
3. ↑  Florent de Lamberterie, « Les As au pays de Mickey », Basket News, no 607,‎ 7 juin 2012, p. 22
4. ↑  Le club est finalement placé en redressement judiciaire, puis disparaît.
5. ↑  « Basket - Semaine des As - En 2010 à Villeurbanne », sur lequipe.fr, 1er septembre 2010 (consulté le 11 mars 2010).
6. ↑  D'après « L'ASVEL crucifie Orléans » , sur le site lequipe.fr.
7. ↑   Affluences décevantes à la Semaine des As
8. ↑  « La « Disneyland Paris Leaders Cup LNB » est née ! », sur lnb.fr, 31 mai 2012.
9. ↑  « La Semaine des As remplacée », sur lequipe.fr, 31 mai 2012.
10. ↑  Basket News n°637 du jeudi 21 février 2013, Le bilan : Une première feutrée, p.  18
11. ↑  Le Journal de Saône-et-Loire, édition du dimanche 19 février 2012, pages sports, p.  28.
12. ↑  « Matches & prix », sur lnb.fr (consulté le 19 juillet 2011).